# Teixeira de Freitas
Teixeira de Freitas város Brazíliában, Bahia államban. Lakosainak száma 145 216 fő (2022). Teixeira de Freitas Vereda, Medeiros Neto, Alcobaça, Caravelas és Prado községekkel határos.

## Népesség
A település népességének változása:
| Lakosok száma | 107 486 | 138 341 | 157 804 | 162 438 | 164 290 | 145 216 |
|               | 2000    | 2010    | 2015    | 2020    | 2021    | 2022    |